# 路口镇 (长沙县)
路口镇位于湖南省长沙县东北部。地缘上，路口镇北与青山铺镇、福临镇和高桥镇接壤，东与浏阳市沙市镇为邻，南连春华镇、果园镇，西与安沙镇交界，全镇总面积89平方公里，总人口26,959人（2000年人口普查）；辖8个村、2个社区；政府驻路口社区（路口畲）。

## 历史
今路口镇在1995年长沙地区撤区并乡镇之前属路口区路口镇和麻林乡地域，1995年，二乡镇合并组建路口镇。2004年村级区划调整，调整之前为19个村、2个社区，分别为路口村、中华村、锦绣村、花桥村、长春村、兰伏村、云龙山村、石门坎村、台田村、上杉市村、麻林村、汀家港村、枫树村、明月村、万年桥村、三多桥村、天鹅村、农安村和石潭村，路口、麻林2个社区；区划调整后为8个村、2个社区。

## 区划
- 2个社区：路口社区、麻林社区；
- 8个村：花桥湾村、路口村、长春村、上杉市村、荆华村、明月村、麻林村、万年桥村。